# Allium kollmannianum
Allium kollmannianum — трав'яниста рослина родини амарилісових, поширена у східному Середземномор'ї.

## Поширення
Поширений у східному Середземномор'ї, зокрема на півдні Ізраїлю.